# Manitoba Census Division No. 6
Die Census Division No. 6 in der kanadischen Provinz Manitoba gehört zur Southwest Region. Sie hat eine Fläche von 3944,7 km² und 10.317 Einwohner (Stand: 2016). 2011 betrug die Einwohnerzahl 10.025.

## Census Subdivisions
Im Folgenden die "Census Subdivisions" („Zensus-Untergliederungen“) der Division No. 6 mit Stand vom Census 2016.
- Canupawakpa Dakota First Nation (Oak Lake 59) (Indian reserve)
- Pipestone (Rural municipality)
- Sifton (Rural municipality)
- Sioux Valley Dakota Nation (Indian reserve)
- Virden (Town)
- Wallace-Woodworth (Rural municipality)